# Studio Deen
Công ty Studio Deen (Nhật: 株式会社スタジオディーン Hepburn: Kabushiki gaisha Sutajio Dīn, cách điệu "Studio DEEN") là một hãng phim hoạt hình Nhật Bản.
Studio Deen được thành lập năm 1975 bởi các thành viên cũ của công ty Sunrise, trong đó bao gồm nhà sản xuất Hasegawa Hiroshi. Công ty hiện tại là một thành viên của Hiệp hội Hoạt hình Nhật Bản, và đồng thời là công ty con của IMA Group kể từ năm 2011.

## Tác phẩm đã phát hành

### Anime truyền hình

#### Thập niên 1980–1990
- Urusei Yatsura (1984–1986), sản xuất tập 107–195
- Maison Ikkoku (1986–1988)
- F (1988)
- Ranma ½ (1989)
- Ranma ½ Nettōhen (1989–1992)
- DNA² (1994), sản xuất cùng Madhouse
- Zenki (1995)
- Taiho Shichauzo (1996–1997)
- Hamelin no Violin Hiki (1996–1997)
- Rurouni Kenshin (1997–1998), sản xuất tập 67–95
- Eat-Man (1997)
- Haunted Junction (1997)
- Next Senki Ehrgeiz (1997)
- Misutenaide Daisy (1997)
- AWOL: Absent Without Leave- (1998)
- Eat-Man '98 (1998)
- Urayasu Tekkin Kazoku (1998)
- Shadow Skill: Eigi (1998)
- Momoiro Sisters (1998)
- Eden's Bowy (1999)
- Senkaiden Houshin Engi (1999)
- Itsumo Kokoro ni Taiyō o! (1999)
- Papa to Odorou (1999)
- Taiho Shichauzo Special (1999)

#### Thập niên 2000
- Rokumon Tengai Mon Colle Knight (2000)
- Gravitation (2000–2001)
- Taiho Shichauzo Second Season (2001)
- Star Ocean EX (2001)
- Fruits Basket (2001)
- Kokoro Toshokan (2001)
- Hakaima Sadamitsu (2001)
- Rave Master (2001–2002)
- Samurai Deeper Kyo (2002)
- Bomberman Jetters (2002–2003)
- Full Moon o Sagashite (2002–2003)
- GetBackers (2002–2003)
- Ō Dorobō Jing (2002)
- Matantei Loki Ragnarok (2003)
- Mouse (2003)
- Yami to Bōshi to Hon no Tabibito (2003)
- R.O.D the TV (2003–2004)
- Kita e (2004)
- Maria-sama ga Miteru (2004)
- Maria-sama ga Miteru: Haru (2004)
- Yumeria (2004)
- Get Ride! AMDriver (2004–2005)
- Tactics (2004–2005)
- Zipang (2004–2005)
- Kyo Kara Maou! (2004–2006)
- Amaenaide yo!! (2005)
- Ginga Densetsu Weed (2005–2006)
- Jigoku Shōjo (2005–2006)
- Ueki no Hōsoku (2005–2006)
- Amaenaide yo!! Katsu!! (2006)
- Binchō-tan (2006)
- Fate/stay night (2006)
- Higurashi no Naku Koro ni (2006)
- Jigoku Shōjo: Futakomori (2006–2007)
- Princess Princess (2006)
- Simoun (2006)
- Shōnen Onmyōji (2006–2007)
- Higurashi no Naku Koro ni Kai (2007)
- Shining Tears X Wind (2007)
- Tōka Gettan (2007)
- Taiho Shichauzo: Full Throttle (2007–2008)
- Code-E (2007)
- Shion no Ō (2007–2008)
- Suteki Tantei Labyrinth (2007–2008)
- Gag Manga Biyori 3 (2008)
- Mission-E (2008)
- Amatsuki (2008)
- Hatenkō Yūgi (2008)
- Junjo Romantica (2008)
- Vampire Knight (2008)
- Jigoku Shōjo: Mitsuganae (2008–2009)
- Junjo Romantica 2 (2008)
- Vampire Knight Guilty (2008)
- Kyou kara Maou! 3rd Series (2008–2009)
- Maria-sama ga Miteru 4th (2009)
- Cookin' Idol Ai! Mai! Main! (2009)
- 07-Ghost (2009)
- Seitokai no Ichizon (2009)
- Umineko no Naku Koro ni (2009)

#### Thập niên 2010
- Gag Manga Biyori + (2010)
- Giant Killing (2010)
- Hakuoki: Reimeiroku (2010)
- Nurarihyon no Mago (2010)
- Hakuoki: Hekketsuroku (2010)
- Starry Sky (2010–2011)
- Dragon Crisis! (2011)
- Kore wa Zombie Desu ka? (2011)
- Sekai-ichi Hatsukoi (2011)
- Nurarihyon no Mago: Sennen Makyou (2011)
- Sekai-ichi Hatsukoi 2 (2011)
- Poyopoyo Kansatsu Nikki (2012)
- Hakuoki: Reimeiroku (2012)
- Hiiro no Kakera (2012)
- Kore wa Zombie Desu ka? of the Dead (2012)
- Sankarea (2012)
- Hiiro no Kakera 2 (2012)
- Hakkenden: Tōhō Hakken Ibun (2013)
- Rozen Maiden: Zurückspulen (2013)
- Gifu Dodo!! Kanetsugu to Keiji (2013)
- Meganebu! (2013)
- Pupa (2014)
- Sakura Trick (2014)
- Meshimase Lodoss-tō Senki: Sorette Oishii no? (2014)
- Maido! Urayasu Tekkin Kazoku (2014)
- Bakumatsu Rock (2014)
- Log Horizon 2 (2014–2015)
- Jewelpet: Magical Change (2015)
- Junjo Romantica 3 (2015)
- Shōwa Genroku Rakugo Shinjū (2016–2017)
- Reikenzan: Hoshikuzu-tachi no Utage (2016)
- KonoSuba (2016–2017)
- Rilu Rilu Fairilu: Yousei no Door (2016–2017)
- Super Lovers (2016–2017)
- Sakamoto desu ga? (2016)
- Tonkatsu DJ Agetarō (2016)
- First Love Monster (2016)
- Ao Oni: The Animation (2016–2017)
- Reikenzan: Eichi e no Shikaku (2017)
- Kabukibu! (2017)
- Rilu Rilu Fairilu: Maho no Kagami (2017–2018)
- Jigoku Shōjo: Yoi no Togi (2017)
- The Reflection (2017)
- Hōzuki no Reitetsu (mùa hai, 2017–2018)
- Ito Junji Collection (2018)
- Gurazeni (2018)
- Ongaku Shōjo (2018)
- Oshiete Mahou no Pendulum: Rilu Rilu Fairilu (2018–2019)
- Agū: Tensai Ningyō (2018)
- Muhyo to Rōjī no Mahōritsu Sōdan Jimusho (2018–2020)
- Ken En Ken: Aoki Kagayaki (2018)
- Bakumatsu (2018)
- Bakumatsu Crisis )2019)
- Kochoki: Wakaki Nobunaga (2019)[2]
- Chūbyō Gekihatsu Boy (2019)[3]
- Nanatsu no Taizai: Kamigami no Gekirin (2019–2020)

#### Thập niên 2020
- Majutsushi Orphen Hagure Tabi (2020)[4]
- Majutsushi Orphen Hagure Tabi: Kimluck-hen (2021)[5]
- Log Horizon: Entaku Houkai (2021)[6]
- Nanatsu no Taizai: Funnu no Shinpan (2021)[7]
- Sasaki và Miyano (2022)[8]
- Majutsushi Orphen Hagure Tabi: Urbanrama-hen (2023)[9]
- Majutsushi Orphen Hagure Tabi: Seiikihen-hen (2023)[10]
- Kibō no Chikara: Otona 23 (2023, đồng sản xuất với Toei Animation)[11]
- Gimai Seikatsu (2024)[12]

- Dekisokonai to Yobareta Moto Eiyū wa, Jikka Kara Tsuihōsareta node Suki Katte ni Ikiru Koto ni Shita (2024), đồng sản xuất với Marvy Jack.[13]
- Tadaima, Okaeri (2024)[14]
- Re:Monster (2024)[15]
- Tasogare Outfocus (2024)[16]
- Raise wa Tanin ga Ii (2024)[17]
- Magic Maker: Isekai Mahō no Tsukurikata (2025)[18]
- Botsuraku Yotei no Kizoku dakedo, Hima datta kara Mahō wo Kiwamete Mita (2025, đồng sản xuất với Marvy Jack)[19]
- Mahō Tsukai Precure!!: MIRAI DAYS (2025, đồng sản xuất với Toei Animation)[20]

### Phim điện ảnh
- Urusei Yatsura: Remember My Love (1985)
- Tenshi no Tamago (1985)
- Urusei Yatsura: Lum the Forever (1986)
- Patlabor: The Movie (1989)
- Ranma ½: Chuugoku Nekonron Daikessen! Okite Yaburi no Gekitou-hen!! (1991)
- Ranma ½: Kessen Tougenkyou! Hanayome wo Torimodose! (1992)
- Dohyō no Oni-tachi (1994)
- Ranma ½: Chou Musabetsu Kessen! Ranma Team vs. Densetsu no Houou (1994)
- Taiho Shichauzo: The Movie (1999)
- Initial D Third Stage (2001)
- Fate/Stay Night: Unlimited Blade Works (2010)
- Hetalia: Axis Powers - Paint it, White! (2010)
- Hakuoki: Kyoto Ranbu (2013)
- Hakuoki: Shikon Soukyuu (2014)
- Sekaiichi Hatsukoi: Valentine-hen (2014)
- Sekaiichi Hatsukoi: Yokozawa Takafumi no Baai (2014)
- Ongaku Shōjo (2015)
- Gekijōban Meiji Tokyo Renka: Yumihari no Serenade (2015)
- Gekijōban Meiji Tokyo Renka: Hana Kagami no Fantasia (2016)
- Naze Ikiru: Rennyo Shounin to Yoshizaki Enjou (2016)
- Ao Oni: The Animation (2017)
- Sekai-ichi Hatsukoi: Propose-hen (2020)
- Nữ hộ vệ xinh đẹp Thủy thủ Mặt Trăng: Vĩnh hằng – Bản điện ảnh (2021), đồng sản xuất với Toei Animation
- Nanatsu no Taizai: Hikari ni Norowareshi Mono-tachi (2021)
- Gekijōban Bishōjo Senshi Sailor Moon Cosmos (2023), đồng sản xuất với Toei Animation
- Sasaki to Miyano: Sotsugyō-hen (2023)[21]
- Hirano to Kagiura (2023)
- Collar × Malice: Deep Cover (2023)[22]

### OVA
- Urusei Yatsura (1985–1991)
- Twilight Q (1987)
- Kidou Keisatsu Patlabor (1988–1989)
- Eiyuu Gaiden Mozaicka (1991)
- Hello Harinezumi: Satsui no Ryoubun (1992)
- Ranma ½ (1993–1994)
- Taiho Shichauzo (1994–1995)
- Musekinin Kanchō Tylor (1994–1996), sản xuất tập 3–10
- Yomigaeru Kioku (1994–1995)
- Ranma ½ Super (1995–1996)
- Shounen Santa no Bouken (1996)
- Kishin Dōji Zenki Gaiden: Anki Kitan (1997)
- Tekken: The Motion Picture (1998)
- Chou Kidou Densetsu DinaGiga (1998)
- Rurouni Kenshin: Meiji Kenkaku Romantan - Tsuioku-hen (1999)
- Reinou Tantei Miko (2000–2001)
- Rurouni Kenshin: Meiji Kenkaku Romantan - Seisou-hen (2001)
- R.O.D Read or Die (2001)
- Taiho Shichau zo in America (2002)
- Ō Dorobō Jing in Seventh Heaven (2004)
- Maria-sama ni wa Naisho (2004–2009)
- Maria-sama ga Miteru 3rd (2006–2007)
- Kyo Kara Maou! R (2007–2008)
- Ranma ½: Akumu! Shunmin Kou (2008)
- Higurashi no Naku Koro ni Rei (2009)
- Rurouni Kenshin: Meiji Kenkaku Romantan - Shin Kyoto-hen (2011–2012)
- Higurashi no Naku Koro ni Kira (2011–2012)
- Hakuoki (2011–2012)
- Sekai-ichi Hatsukoi (2011)
- Junjo Romantica (2012)
- Hetalia: The Beautiful World (2013)
- Higurashi no Naku Koro ni Kaku: Outbreak (2013)
- Hybrid Child (2014–2015)
- Hero Company (2015)
- KonoSuba (2016)
- Sakamoto desu ga? (2016)
- Hōzuki no Reitetsu (2017)
- KonoSuba 2 (2017)
- Majutsushi Orphen Hagure Tabi: Tennin no Isan (2020)
- Hakuoki (2021–2022)
- Sasaki to Miyano: Koi ni Kizuku Mae no Chotto Shita Hanashi. (2022)[23]

### ONA
- Hetalia: Axis Powers (2009–2010)
- Hetalia: World Series (2010–2011)
- Hetalia: The World Twinkle (2015)
- Neo Yokio (2017), đồng sản xuất với Production I.G và Moi Animation
- Rick and Morty (2020), sản xuất tập phim "Samurai & Shogun"[24]
- Hetalia: World Stars (2021)
- Ito Junji Maniac (2023)[25]
- Ōoku (2023)[26]